# Tombstone Blues
Tombstone Blues (lett. "il blues della pietra tombale") è un brano musicale scritto da Bob Dylan e contenuto nel suo album del 1965 intitolato Highway 61 Revisited.
Musicalmente si tratta di un brano di blues rock piuttosto canonico, ma con un testo pieno zeppo di immagini surreali tipiche del Dylan del periodo, con frasi come: «the sun's not yellow, it's chicken» (it: Il sole non è giallo, è un pollo).

## Il brano

### Composizione
Il brano venne registrato il 29 luglio 1965 nello Studio A della Columbia, durante le sessioni in studio per l'album Highway 61 Revisited. La canzone, un blues shuffle veloce nello stile di Chuck Berry, traeva le sue origini da un precedente pezzo scritto da Dylan e poi scartato, dal titolo Jet Pilot. Si tratta della seconda composizione, dopo Subterranean Homesick Blues, nella quale Dylan si diletti a parodiare la struttura di Taking It Easy di Woody Guthrie e Pete Seeger, aggiornando strofe come «Mom was in the kitchen / preparing to eat» con altre di sua invenzione. Scritta in strofe appaiate di quattro frasi con lo schema di rima a/a/a/b, c/c/c/b, la canzone permette a Dylan di sbizzarrirsi in rime non convenzionali.
Sul piano armonico, il brano si differenzia dai canonici giri "Delta blues" in dodici battute (utilizzati spesso anche da Dylan), mostrando una continua alternanza tra gli accordi di tonica e di sottodominante, con schema T/S T/S T/S T/S nelle due strofe e S/T S/T S/T nei ritornelli.
Secondo Al Kooper, che partecipò alla registrazione del brano, ne esisterebbe anche una versione inedita registrata con il coro dei Chambers Brothers che cantano nel ritornello, in un accompagnamento in stile quasi gospel.

### Testo
Le liriche del testo sono tipiche dello stile del Dylan dell'epoca, piene di immagini surreali e metafore, con sarcastiche frecciate alla società e all'autorità in generale. Il brano contiene numerose allusioni dirette e indirette a personaggi biblici e vari riferimenti storici. Nel brano sfilano in accostamenti apparentemente senza senso l'eroe americano Paul Revere, Jack lo squartatore, Giovanni Battista, Galileo Galilei, il regista Cecil B. DeMille, e Ludwig Van Beethoven. Esistono inoltre delle diverse interpretazioni nella trascrizione di alcuni brani del cantato di Dylan nel ritornello. Per esempio «He's lookin' for the fuse» viene indicato anche come «He's lookin' for food», mentre «I'm in the streets...» spesso è trascritto «I'm in the kitchen...», con sostanziali cambi di significato e di interpretazione del testo.
I versione:

She ain’t got no shoes

Daddy’s in the alley,

He’s lookin’ for food

I’m in the kitchen

With the tombstone blues»
senza le scarpe

Papà è nel vicolo,

cercando del cibo

Io sono in cucina

con il blues della pietra tombale»
(Tombstone Blues - Bob Dylan)
II versione:

She ain’t got no shoes

Daddy’s in the alley,

He’s lookin’ for the fuse

I’m in the streets

With the tombstone blues»
senza le scarpe

Papà è nel vicolo,

cercando il fusibile

Io sono in strada

con il blues della pietra tombale»
(Tombstone Blues - Bob Dylan)

## Cover e riferimenti
- La canzone viene eseguita da Marcus Carl Franklin e Richie Havens nel film biografico basato sulla vita di Bob Dylan Io non sono qui. La versione presente nell'album della colonna sonora è suonata soltanto da Havens.
- Sheryl Crow ha eseguito il brano nel suo disco dal vivo Sheryl Crow and Friends: Live from Central Park insieme a Eric Clapton, Chrissie Hynde, Keith Richards, Stevie Nicks, Sarah McLachlan, e i Dixie Chicks.
- Stephen King cita la canzone alla fine del suo racconto Carrie, utilizzando delle strofe simili a quelle della canzone:

Now I wish I could write you a melody so plain
That could hold you dear lady from going insane
That could ease you and cool you and cease the pain
Of your useless and pointless knowledge